# Eddi Circa
Eddi Circa   (Madrid, 1996) és una cantautora espanyola. Coneguda artísticament com a EDDI OGRA, es va formar en física i compagina la seva activitat musical amb l’interès per la filosofia i la literatura.
El 2020 va publicar el seu primer àlbum, Pasar x el dutty free, amb vuit cançons que tracten temes com l’amor, l’amistat, la militància i la ciència. No s’adscriu a un gènere musical concret. Va començar a escriure cançons als 17 anys, abans que la seva germana bessona, Raxet1 aka Albahacassette, també cantautora, amb qui ha col·laborat en nombrosos temes. A més del seu repertori propi, interpreta diverses versions de cançons d’altres autors.
El 2023, després de completar la seva tesi doctoral en física a la Universitat d'Alcalá, va publicar el segon treball discogràfic, En el bosque un claro, inspirat en la filosofia de María Zambrano i en altres figures lesbianes destacades en l’àmbit filosòfic i literari.
El 2024 va presentar Cierva Imperio Perreo, una recopilació de cançons pròpies i de la seva germana Raxet1, editada per l’editorial Vizca, que inclou textos inèdits de Monique Wittig.

## Discografia
- Pasar x el dutty free (2020)
- En el bosque un claro (2023)